# Großharmanns
Großharmanns ist eine  Ortschaft und eine Katastralgemeinde der Marktgemeinde Dobersberg im Bezirk Waidhofen an der Thaya im niederösterreichischen Waldviertel mit 37 Einwohnern (Stand 1. Jänner 2024).

## Geografie
Das Dorf liegt südwestlich von Dobersberg und östlich der L8166, von welcher der Ort über eine Stichstraße erreichbar ist. Zur Ortschaft zählt auch ein Teil der Rotte Schellingshof. Am 1. April 2020 umfasste die Ortschaft 22 Adressen.

## Geschichte
Der Ort wurde in der prima fundatio, dem Zehentamtbuch des Stiftes in St. Georgen als Nyder Harmars genannt. Damals gehörte das Dorf zum Zehentamt in Göpfritzschlag.
Im Jahr 1822 wurde der Ort als Dorf mit zwölf Häusern genannt, das nach Dobersberg eingepfarrt war, wohin auch die Kinder eingeschult wurden. Die Herrschaft Dobersberg besaß die Ortsobrigkeit, übte die Landgerichtsbarkeit aus, besorgte die Konskription und hatte die Grundherrschaft inne. Laut Adressbuch von Österreich waren im Jahr 1938 in Großharmanns ein Tischler und mehrere Landwirte ansässig. Bis zur Eingemeindung nach Dobersberg war der Ort ein Teil der damaligen Gemeinde Goschenreith am Taxenbache.